# Leon Barmore
William Leon Barmore (Ruston, 3 giugno 1944) è un ex cestista e allenatore di pallacanestro statunitense, membro dal 2003 del Naismith Memorial Basketball Hall of Fame e del Women's Basketball Hall of Fame.

## Palmarès
- Campionato NCAA femminile di pallacanestro: 1988
- Naismith College Coach of the Year: 1988